# Philippe Prost
Pour les articles homonymes, voir Prost.
Philippe Prost, né le 7 avril 1959, est un architecte et urbaniste français, professeur à l'École nationale supérieure d'architecture de Paris-Belleville.

## Formation
- D.S.A. architecture et Patrimoine, école de Chaillot, Paris
- D.E.A. en urbanisme, Université de Paris VIII, E.N.P.C. Paris
- D.E.S.S en urbanisme, Université de Paris VIII Saint-Denis
- Architecte DPLG, école d'architecture de Versailles[1]

## Principales opérations réalisées

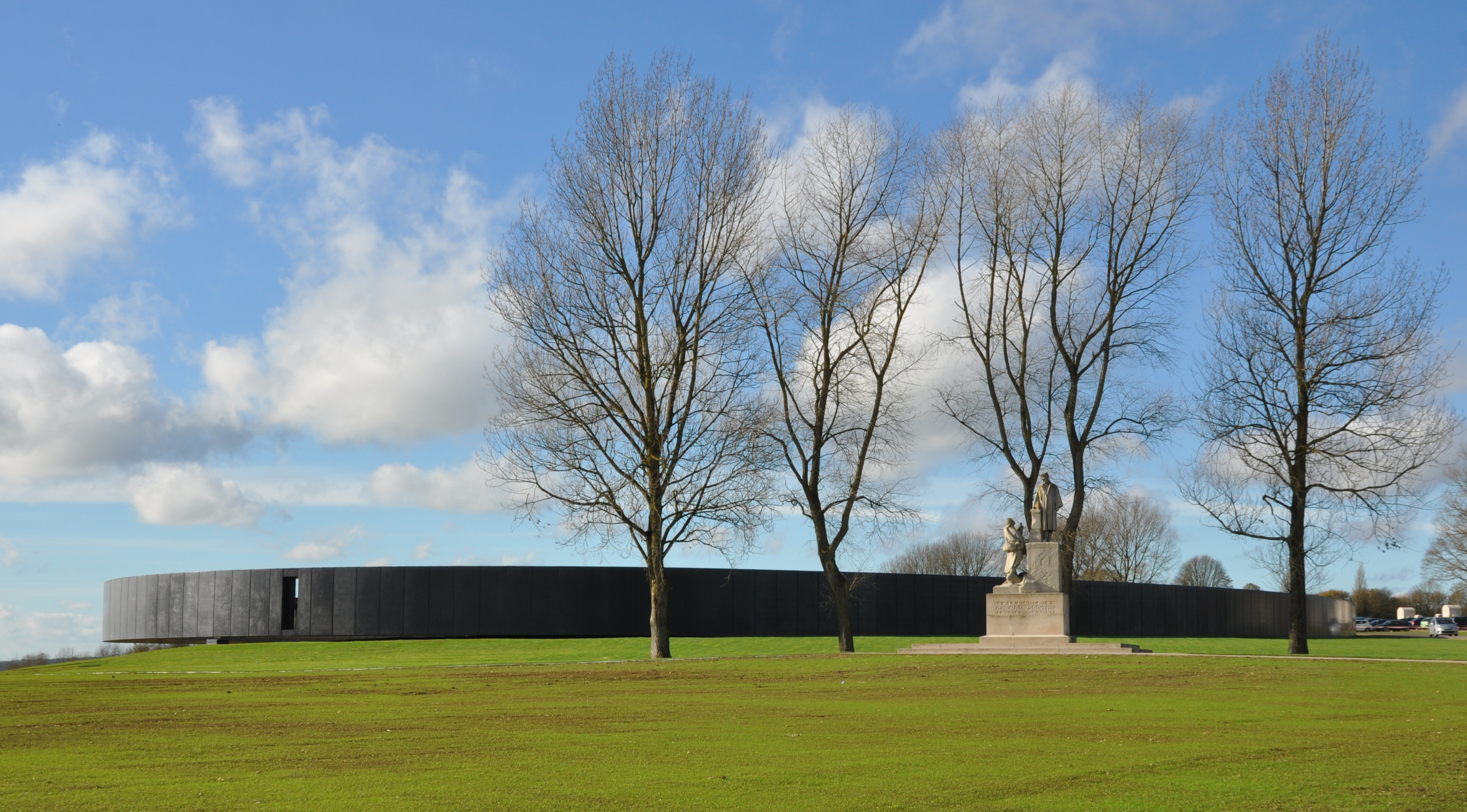
L'Anneau de la Mémoire.

- 1991-2006 : restauration, réutilisation et mise en valeur de la citadelle de Belle-Île-en-Mer.
- 2004 : construction de 67 logements neufs et réhabilités à la ZAC Réunion, Paris 20e.
- 2006 : restauration du Fort de Bouc à Martigues[2].
- 2009 : service des canaux de la Ville de Paris sur la darse du fond de Rouvray à Paris 19e.
- 2009 : construction de 45 logements sociaux THPE à Clichy-sous-Bois.
- 2009 : La Cour des Images, pôle du dessin animé à la cartoucherie de Bourg-lès-Valence.
- 2011 : Les 26 couleurs, centre culturel dans l'ancienne usine Leroy (Saint-Fargeau-Ponthierry)[3].
- 2010-2013 : La Briqueterie, Centre de développement chorégraphique du Val-de-Marne dans une ancienne briqueterie de Vitry-sur-Seine[4],[5].
- 2009-2013 : requalification et mise en valeur de la citadelle d'Arras.
- 2014 : construction du mémorial international de Notre-Dame-de-Lorette, l'Anneau de la Mémoire.
- 2011-2017 : réhabilitation de l'hôtel de la Monnaie de Paris[6].
- 2013-2017 : réhabilitation et construction neuve de la Cité des Électriciens à Bruay-la-Buissière[7].
- 2014-2018 : restructuration de la chambre de commerce de Lille.
- 2015-2018 : restructuration du lycée Jean-Baptiste-Poquelin de Saint-Germain-en-Laye[8].
- 2014-2021 : Reconversion de l'ancienne usine Lesieur, construction neuve et réhabilitation. Les bassins à flots – Emblem, Logements, à Bordeaux[9].
- 2015-2021 : Restauration et réhabilitation de l’Hôtel Richer de Belleval, à Montpellier[10].
- 2016-2023 : Construction neuve – Aménagement paysager et scénographique de l’Ancienne gare de déportation, à Bobigny.[11]
- 2016-2023 : L'atelier d'amarante - Logements – Zac de la Courrouze, à Rennes[12].
- 2018-2024 : Redéploiement partiel de la HEAR à la Manufacture des tabacs Haute école des arts du Rhin, à Strasbourg[13].
- 2015-2024 : Réhabilitation et extension du Casino d’Evian[14].
- 2020-2025 : Mise en valeur touristique, restauration et aménagement patrimonial, culturel et paysager du Château de Caen,– Aménagement de l'enceinte du château, création d'un nouveau bâtiment d’accueil[15].
- 2022-2025 : Collège Henri IV à Poitiers, réaménagement et extension[16].
- 2016-2026 : Transformation des bâtiments Nord et Sud du Port Gallice, Juan-les-Pins. Construction neuve de deux pavillons et réaménagement des espaces extérieurs[17].
- 2016-2028 : Réaménagements des espaces publics du Port Vauban, Antibes. Construction des nouveaux bâtiments du port et réhabilitation. Construction d’un nouveau parking souterrain[18].

## Distinctions
- 2014 : Membre de l'Académie d'Architecture [19]
- 2022 : Grand Prix National de l'Architecture [20]

### Décorations
- Chevalier de l'ordre des Arts et des Lettres. Il est fait chevalier le 9 juillet 2013[21].

## Ouvrages et articles
- Philippe Prost, Rocca d’Anfo, la fortezza incompiuta, Milan, Electa, 1989  (ISBN 978-8843528080)
- Philippe Prost, Les forteresses de l’Empire. Fortifications, villes de guerre et arsenaux napoléoniens, Paris, Editions du Moniteur, 1991  (ISBN 978-2281151305)
- Nicolas Faucherre, Philippe Prost, Le triomphe de la méthode : le traité de l’attaque des places de Monsieur de Vauban, ingénieur du Roi, coll. « Découvertes Gallimard Albums », Paris, Gallimard, 1992  (ISBN 2070532275)
- Nicolas Faucherre, Philippe Prost, François-Yves Le Blanc, Remy Desquesnes, René Faille, Les fortifications du littoral. La Charente-Maritime, éditions Patrimoine et médias, Chauray, 1993
- Nicolas Faucherre, Philippe Prost, François-Yves Le Blanc, Alain Chazette, Les fortifications du littoral. La Charente-Maritime, éditions Patrimoine et médias, Chauray, 1996.
- Philippe Prost, La ville et la guerre. Sous la direction d’Antoine Picon. Paris, Les éditions de l’Imprimeur, 1996[22].
- Nicolas Faucherre, Philippe Prost, et Alain Chazette (dir.), Les fortifications du littoral : la Bretagne sud, patrimoines et médias, 1998  (ISBN 2-910137-24-4)
- Philippe Prost, Jardin et fortification, un art partagé du terrain. In "Le Nôtre, fragments d’un paysage culturel (acte de colloque)". Sous la direction de Georges Farhat. Domaine de Sceaux, Somogy, Cité de l’architecture et du patrimoine, Musée d’Ile-de-France, 2006[23]
- Philippe Prost, Vauban : Le style de l'intelligence, Paris, Archibooks', 2007, 110 p. (ISBN 978-2357330115)
- Philippe Prost, Sébastien le Prestre de Vauban : Foremost military engineer of the 17th century. In : The Great Builders, Thames and Hudson, 2011 (ISBN 978-0-500-25179-9)
- Philippe Prost et Daniel Favier, Une architecture pour la danse, Paris, Anteprima, 2013 (ISBN 978-2871432777)

- Philippe Prost, architecte - Aitor Ortiz, photographe, Mémorial international de Notre-Dame-de-Lorette , Paris, Les édifiantes éditions, 2014, 176 p. (ISBN 979-10-94286-00-5)
- Par art et par nature, in Area Revue n°25, page 49 sq., entretien avec Alin Avila, 2015.
- Philippe Prost, Prost. Pas de création sans mémoire. Leçon inaugurale de l'École de Chaillot], Paris, Cité de l'architecture et du patrimoine, 2016, 128 p. (ISBN 978-2-86742-248-5)[24]
- Philippe Prost, Par art et par nature, architectures de guerre, Les Édifiantes éditions, Paris, 2019, 64 p.  (ISBN 979-10-94286-02-9)
- Francis Rambert (Dir.), Philippe Prost, et al.,Philippe Prost. La mémoire vive, Paris, Norma, 2024[25].

## Récompenses
- 2004 : mention au prix de l'Équerre d'argent pour les logements de la Zac Réunion, Paris 20e[26].
- 2006 : ruban du patrimoine pour la Ville de Martigues avec la restauration du Fort de Bouc.
- 2008 : prix du Livre d’architecture décerné par l’Académie d’Architecture, Arc en rêve Centre d’architecture, France-Culture et Archiscopie pour Vauban : Le style de l’intelligence. Une œuvre source pour l’architecture contemporaine[27].
- 2009 : nommé au prix de l'Équerre d'argent pour la Cour des Images à Bourg-lès-Valence[28].
- 2014 : mention spéciale du jury d'architecture EDF Bas Carbone pour la réhabilitation de la Cité des Electriciens à Bruay-La-Buissière[29].
- 2014 : nommé au prix européen Mies Van der Rohe pour l'Anneau de la mémoire[30].
- 2014 : lauréat dans la catégorie « culture, jeunesse et sport » du prix de l'Équerre d'argent pour l'Anneau de la mémoire[31],[32].
- 2015 : 1er prix national BigMat'15 France (Berlin) pour l'Anneau de la mémoire[33].
- 2015 : Iconic Award Best of Best (Munich) pour l'Anneau de la mémoire[34].
- 2016 : 1er prix Architendance - Bâtiment Public FFTB pour la Cité des Électriciens[35].
- 2016 : Excellence in Concrete Construction Award catégorie Infrastructure de l'American Concrete Institute (Philadelphie) pour l'Anneau de la mémoire[36].
- 2016 : mention spéciale du jury de l'European Prize for Urban Public Space du Centre de culture contemporaine de Barcelone pour l'Anneau de la mémoire[37].
- 2016 : Riba International Award for Excellence du Royal Institute of British Architects de Londres pour l'Anneau de la Mémoire[38].
- 2017 : Dedalo Minosse International Prize (Vicence) pour l'Anneau de la Mémoire[39].
- 2017 : Geste d'or - Architecture, Urbanisme et Société pour la Cité des Électriciens[40].
- 2018 : Geste d'argent - Architecture, Urbanisme et Société pour la Monnaie de Paris[40].
- 2018 : mention honorable au prix Gubbio pour la cité des Électriciens[41].
- 2022 : Grand Prix national de l’architecture[42].
- 2023 : Palmarès réHAB XXe pour le Port Gallice[43].

## Expositions
- Philippe Prost, architecte, la mémoire vive, cité de l'architecture, Paris, du 18 octobre 2024 au 23 mars 2025[44],[45].
- Atelier d'architecture Philippe Prost, Tisser des liens, Galerie d’architecture, Paris, du 7 décembre 2019 au 11 janvier 2020[46]
- Atelier d'architecture Philippe Prost, Tisser des liens, Université de Laval, Québec, à partir du 13 février 2020[47]